# Gears of War: Aspho Fields
Gears of War: Aspho Fields è un romanzo scritto da Karen Traviss e pubblicato in Italia da Multiplayer.it Edizioni. La trama percorre gli eventi accaduti nella battaglia ad Aspho Fields e le Pendulum Wars e come nacque la grande amicizia tra Carlos Santiago e il fratello minore Dominic Santiago con Marcus Fenix. Fa parte della trilogia compostata da esso, da Gears of War: I resti di Jacinto e da Gears of War: Anvil Gate. Quest'ultimo deve ancora essere pubblicato.

## Personaggi
- Marcus Fenix: Figlio dello scienziato Adam Fenix, fa la conoscenza di Carlos Santiago alla scuola media di Ephyra 12 anni prima dell'E-Day.
- Carlos Santiago: Amico stretto di Marcus, figlio di Eduardo Santiago e fratello maggiore di Dom.
- Dominic Santiago (Dom): Sposò Maria dopo averla messa incinta all'età di 16 anni.
- Maria Santiago: Moglie di Dom, da cui ebbe 2 figli, uccisi dalle Locuste dopo l'E-Day.
- Augustus Cole: "The Cole Train", ex giocatore professionista di trashball. Tanto robusto e muscoloso quanto la sua energia e comicità.
- Damon Baird: Soldato dalle qualità intellettivè altissime. Eccelle nelle conoscenze delle Locuste, riesce a sentirle quando emergono e riconoscerle. Specialista in meccanica e riparazione.
- Bernie Mataki: Combatté insieme a Marcus e Carlos ad Aspho Point. Fu trovata dalla Squadra Delta tra delle rovine di Ephyra 14 anni dopo l'Emersione.
- Maggiore Helena Stroud: Madre di Anya Stroud, addestrò Dom e combatté al fianco di Marcus e Carlos ad Aspho Fields. Morì sacrificandosi per abbattere un mezzo corazzato nemico.
- Tenente Anya Stroud: Membro femminile dei COG, fornisce informazioni attraverso la radio alla Squadra Delta.
- Colonnello Victor Hoffman: Il rapporto con Marcus Fenix è tutt'altro che amichevole. Fece rinchiudere Marcus nella prigione di massima sicurezza a Jacinto per tradimento.
- Tai Kaliso: Combatté anch'esso ad Aspho Point insieme a Carlos e Marcus, e si unì a Marcus e Dom dopo l'esplosione della Bomba Solare.
- Bai-Tak:soldato pesanga morto ad Aspho Point.

## Edizioni
- Karen Traviss, Gears of War - La Battaglia di Aspho Field, Multiplayer.it Edizioni,  p. 372, ISBN 978-88-6355-043-6.